# Зачарана Ела (филм)
Зачарана Ела (енгл. Ella Enchanted) амерички је фантастични романтично-хумористички филм из 2004. године редитеља Томија О'Хејвера и писаца Карен Макалах Лац, слабо темељен на истоименом роману из 1997. Гејл Карсон Левин. Главне улоге играју Ен Хатавеј и Хју Данси. Филм се поиграва уобичајеним жанром бајке.
Филм је копродукција између предузећа у Сједињених Америчких Држава, Ирској и Уједињеном Краљевству.

## Радња
У краљевству Ламије, беба Елла Фрел је добила „дар” послушности од погрешно вођене и одвратне вилинске куме Лусинде Периведер, због чега слуша сваку наредбу која јој је дата. На самрти, Елина мајка (која је оболела од смртоносне болести) упозорава је да никоме не говори о дару, из страха да би га неко могао искористити за експлоатацију Еле.
Годинама касније, Елин отац, сер Питер, оженио се богатом припадницом виског друштва, дамом Олгом, која не воли Елу и лоше се опходи према њој. Олгине кћери Хати и Олив откривају Елину послушност и користе је да је понизе. Ела налети на принца „Чара” Чармонта, кога прогања његов клуб обожавалаца, који је позива на своје крунисање, али Олга пресреће позив. Љубоморне, Хати и Олив приморавају Елу да прекине везе са својом најбољом пријатељицом из детињства, Арејдом.
Ела одлучује да пронађе Лусинду да поништи њен дар. Манди, кућна вила, позајмљује Ели свог дечка, Бенија, којег је случајно претворила у чаробну књигу. Сазнавши да Лусинда присуствује венчању у Граду Дивова, Ела напушта свој дом како би је пронашла.
На свом путовању, Ела спасава Сланена, вилењака који жели да буде адвокат, а не да буде приморан да буде забављач. Хватају их људождери који намеравају да их поједу, али их спасава Чар. Он им се придружује у намери да освети смрт свог оца, а Ела му отвара очи пред окрутношћу закона који угњетавају вилењаке и дивове, а које је донео Чаров ујак по оцу сер Едгар, вршилац дужности.
Открили су да је Лусинда већ отишла, а Чар предлаже да посетите архиву дворца како би је брже пронашли, што је чула Едгарова змија која говори, Хестон. Након што Ела изведе „Somebody to Love” за сватове, она и Чар почињу да се заљубљују.
У дворцу, Едгар сазнаје за Елин дар од њених полусестара. Знајући да је његов нећак заљубљен у њу, Едгар наређује Ели да убије Чара у поноћ када је он неизбежно запроси на балу поводом крунисања и да тај план држи у тајности. Едгар открива да је убио Чаровог оца, а принчевом смрћу Едгар ће бити краљ. Ела пише Чару писмо у којем каже да мора отићи, али не може објаснити зашто. Сланен је ланцима веже за дрво, надајући се да ће сачекати Едгарову команду, док Сланен регрутује још вилењака и дивова да заштите Чара.
Како пада ноћ, појављује се Лусинда и Ела је моли да јој узме дар. Увређена, Лусинда инсистира да Ела сама уклони дар, одвеже је и поклони јој елегантну хаљину. Присиљена да се врати у дворац, Ела долази на бал. Чар је одводи у тајну дворану са огледалима где је проси. Док се Ела спрема да убоде Чара, она види свој одраз заједно са визијом своје покојне мајке и наређује себи да више не буде послушна, трајно се ослобађајући дара. Чар примећује бодеж и Едгар хапси Елу због покушаја убиства пре него што се могла објаснити.
Бенија, који је остављен у холу евиденције и избачен, проналази Сланен. Бени открива Елу у тамници, а Сланен се ушуња у замак заједно са групом вилењака, дивова и људождера и ослобађа је. Бени показује да је Едгар отровао Чарову круну, намеравајући да га убије на крунисању.
Како ће Чар бити крунисан, Ела и остали кваре церемонију и долази до туче са Едгаровим војницима. У сукобу, Манди успева да Бенија поново претвори у човека. Док се Чар и Ела заједно боре против чувара, она признаје своју љубав према њему и открива Едгарову заверу и његово убиство Чаровог оца, што Едгар пориче. Хестон готово смртоносно угризе Чара, али га Ела избаци и изгази Чаров клуб обожавалаца; Чар ово узима као доказ кривице свог ујака. Едгар затим осуђује принца и покушава да се прогласи за краља, али глупо ставља отровану круну и руши се.
Убрзо након тога, Чар и Ела су се венчали, на чему су завиделе Елине сестре. Чар наздравља новој ери једнакости међу свим грађанима краљевства. Откривено је да је Едгар још увек жив, али као тешки инвалид. Глумачка екипа изводи „Don't Go Breaking My Heart”, пре него што младенци одјашу на медени месец.

## Улоге
| Глумац          | Улога               |
| --------------- | ------------------- |
| Ен Хатавеј      | Ела Фрел            |
| Хју Данси       | принц „Чар” Чармонт |
| Кери Елвес      | сер Едгар           |
| Стив Куган      | Хестон              |
| Ерик Ајдл       | наратор             |
| Ејдан Макардл   | Сланен              |
| Џими Мистри     | Бени                |
| Мини Драјвер    | Манди               |
| Луси Панч       | Хати                |
| Џенифер Хајам   | Олив                |
| Џим Картер      | Ниш                 |
| Парминдер Награ | Арејда              |
| Патрик Бергин   | сер Питер           |
| Дона Дент       | леди Еленор         |
| Џоана Ламли     | дама Олга           |
| Алваро Лукези   | Купудук             |
| Хајди Клум      | Брумхилда           |